# Carsluith
Carsluith ist eine Ortschaft in der schottischen Council Area Dumfries and Galloway beziehungsweise in der traditionellen Grafschaft Kirkcudbrightshire. Sie liegt rund fünf Kilometer östlich von Wigtown und 19 Kilometer westlich von Kirkcudbright am Ostufer der Wigtown Bay.

## Geschichte
In Carsluith finden sich mit dem Doon of Carsluith Belege früher Besiedlung. Das Promontory Fort verfügte vermutlich über mehrere Schutzwälle.
Es war die dem niederen Landadel entstammende Familie Cairns, welche das Tower House Carsluith Castle gegen Ende des 15. Jahrhunderts errichtete. Der seit 1913 in Staatsbesitz befindliche Wehrturm ist heute nur noch als Ruine erhalten. Ebenfalls im 15. Jahrhundert entstand das südöstlich gelegene Barholm Castle.
1532 zog die Familie Hannay aus Sorbie kommend auf ihre Ländereien von Kirkdale. Bauherr des südöstlich von Carsluith gelegenen Herrenhauses Kirkdale House war der Kaufmann, Chemiker und Politiker Samuel Hannay, 3. Baronet.
Im Rahmen der Zensuserhebung 1961 wurden in Carsluith 71 Einwohner gezählt.

## Verkehr
Die überregional bedeutende Fernverkehrsstraße A75 (Stranraer–Gretna Green) bildet die Hauptstraße der Ortschaft und schließt sie an das Fernverkehrsstraßennetz an.